# Phyllagathis melastomatoides
Phyllagathis melastomatoides là một loài thực vật có hoa trong họ Mua. Loài này được (Merr. & Chun) W.C. Ko miêu tả khoa học đầu tiên năm 1963.